# Louis Joseph Auguste Castagne
Pour les articles homonymes, voir Castagne.
Louis Joseph Auguste Castagne (1784-1861) est un diplomate français dans l'Empire ottoman.

## Biographie
Né le 5 mai 1784 à Port-Maurice dans le royaume de Sardaigne, dans la famille de Marie Louise de Gras et d'Honoré Auguste Castagne, vice-consul de France à Port-Maurice, il est baptisé à Marseille, dans la paroisse Saint-Ferréol le 9 septembre 1785. Il fait ses études en Suisse, entre 1804 et 1808, puis il est secrétaire de mairie à Marseille, où il rencontre sa future épouse, Sophie Clémentine Baptistin Glavani. Après 1809, il s'engagea dans le commerce à Constantinople. De 1813 à 1815, il est élu député de la Chambre de commerce française à Constantinople. En 1817, il est nommé secrétaire de l'ambassade de France dans la capitale ottomane. Il occupe ce poste jusqu'en 1848. En 1827, pour six mois, il est envoyé à Smyrne comme gouverneur du consulat général de France. De retour à Constantinople, il est chargé de la comptabilité et du contrôle des frais de construction et de reconstruction du palais de l'ambassade de France (1838-1843). En 1842, il est nommé conseiller en droit civil et affaires criminelles à l'ambassade de France. De 1843 à 1848 il est président du tribunal consulaire français.
Avec son frère Jean Louis Martin Castagne et son gendre Félix Robert, il développe des activités commerciales et financières. Il consacre une grande partie de son temps libre à la recherche astronomique. Il s'intéresse à l'histoire, l'archéologie et la géographie. Il meurt le 19 novembre 1861.
Ses archives personnelles font partie du fonds familial « Castagne - Duroni », qui est conservé dans le fonds 811K des archives nationales bulgares à Varna.

## Distinctions
- Chevalier de la Légion d'honneur (1821)[2]
- Chevalier de l'ordre royal grec du salut (1838)
- chevalier du Saint-Sépulcre à Jérusalem (1840)
- Ordre ottoman (avec diamants) « Nishan - Iftiha » (1841)